# 백종원
백종원(白種元, 1966년 9월 4일~)은 대한민국의 기업인, 요리 연구가이자 학교법인의 이사장이다.

## 생애
1966년 충청남도 예산군 오가면 역탑리에서 백승탁과 이경숙의 슬하 2남 2녀 중 셋째로 태어났다. 육군 학사사관으로 군복무를 했으며, 예비역 중위로 전역했다. 육군 학사 14기 출신이며, 1년만 더 있었으면 대위로 진급할 수 있었다.
1993년 서울 논현동에 원조쌈밥집을 여는 것으로 외식업을 시작하여 지금까지 더본코리아 대표이사로 활동하고 있다. 같은 시기 목조 주택 사업체 다인도 함께 경영하고 있었으나, 1997년 외환위기가 터지고 사업이 어려워져 이후로는 외식업에만 집중하게 됐다.
학교법인 예덕학원(예산고등학교, 예산예화여자고등학교) 이사장이기도 하다. 2013년 15살 차이의 배우 소유진과 결혼했으며, 슬하에 1남 2녀의 자녀를 두고 있다.
2015년 9월 BGF리테일과 더본코리아가 협업하여, 당해 12월부터 본인의 이름을 딴 도시락을 판매 중이다. 

## 학력
- 예산중학교(졸업)
- 서울고등학교(졸업)
- 연세대학교 사회복지학과(학사)

## 출연작

### 출연중인 프로그램
- 2021년~: 넷플릭스 《백스피릿》
- 2022년 tvN 《백패커》
- 2023년 tvN 《장사천재 백사장》
- 2023년 tvN 《장사천재 백사장2》

### 방송 프로그램
- 2010년-2011년: sbs 《진짜 한국의 맛》
- 2014년: 올'리브 《한식대첩 시즌 2》
- 2015년: sbs 《백종원의 3대 천왕》
- 2015년: mbc 《마이 리틀 텔레비전》
- 2015년: tvn 《집밥 백선생》
- 2015년: tvn 《한식대첩 시즌 3》
- 2016년: tvn 《집밥 백선생 시즌 2》
- 2016년: tvn 《먹고 자고 먹고》 - 쿠닷편, 끄라비편, 센토사편
- 2017년: tvn 《집밥 백선생 시즌 3》
- 2017년: sbs 《백종원의 푸드트럭》
- 2018년: tvn 《스트리트 푸드 파이터》
- 2018년: 올'리브 《한식대첩 고수외전》
- 2018년~2021년: SBS 《백종원의 골목식당》
- 2019년: sbs 《백종원의 미스터리 키친》
- 2019년: tvn 《고교급식왕》
- 2019년: TVN 《스트리트 푸드 파이터 시즌2》
- 2019년: jtbc 《양식의 양식》
- 2019년~2021년: SBS 《맛남의 광장》
- 2020년: KBS1 《삼겹살 랩소디》[2]
- 2020년~2021년: MBC 《백파더》
- 2021년: KBS1 《냉면 랩소디》[2]
- 2021년: JTBC 백종원의 국민음식 - 글로벌 푸드 편
- 2021년: KBS1 《한우 랩소디》[2]
- 2021년~2022년 : KBS2 《백종원 클라쓰》
- 2024년: KBS1 《짜장면 랩소디》[2]
- 2024년: KBS1 《치킨 랩소디》[2]
- 2024년: 넷플릭스 《흑백요리사》
- 2025년: KBS1 《소주 랩소디》[2]

### 게스트 출연
- 2004년: SBS 《해결! 돈이 보인다》 - 36회, 65회
- 2010년: KBS2 《VJ특공대》 - 514회(빚 갚고 전국 260개 매장 인생 역전)
- 2013년~2014년: SBS 《힐링캠프 기쁘지 아니한가》 - 78회, 100회, 159회, 166회, 167회
- 2013년: MBC 《베란다쇼》 - 129회, 130회(군대음식의 세계 1,2부)
- 2013년: MBC 《진짜 사나이》 - 36회(해군2함대 요리대결 심사위원)
- 2014년: KBS1 《다큐공감》- 40회
- 2014년: MBC 《무한도전》 -  404회, 405회(쩐의 전쟁2)
- 2014년: EBS1 《세계견문록 아틀라스》 - 아시아 맛기행 백종원편
- 2015년: SBS 《놀라운 대회 스타킹》 - 415회~418회(명인 중화요리 4대 천왕)
- 2017년: tvN 《신서유기 외전 강식당》 - 1회
- 2018년: SBS 《불타는 청춘》 - 152회
- 2019년: tvN 《커피프렌즈》 - 1회, 6회
- 2019년: KBS2 《대화의 희열 2》 - 1회, 2회
- 2019년: SBS 《가로채널》 – 20회 (소여사 '미세먼지 프리존' 도전)
- 2019년: SBS 《전설의 빅피쉬》 – 2회
- 2019년: tvN 《신서유기 외전 강식당 시즌2》 - 1회, 4회, 5회
- 2020년: tvN 《나홀로 이식당》 – 1회
- 2020년: MBCevery1 《어서와~ 한국은 처음이지? 외전 어서와 한국살이는 처음이지?》
- 2020년: MBC 《다큐플렉스》 – 15회, 16회(백종원의 동방미로)
- 2021년: V LIVE 《달려라 방탄》 – 125회(K-햄 특집)
- 2023년: KBS2 《더 시즌즈 - 박재범의 드라이브》 - 23회

## 현재 cf로 계약 중인 광고
2015년~: BGF리테일 《CU 백종원 브랜드》
- 2016년~: 예산군 《예가정성》
- 2020년~: 오뚜기 《진비빔면》, 《진라면》
- 2020년~: LG유플러스 《U+tv 아이들나라》- 김환과 동반출연
- 2020년~: 한국야쿠르트 《브이푸드》
- 2020년~: 롯데제과 《퀘이커》 - 박재범과 동반출연
- 2020년~: LG전자 《디오스 얼음정수기냉장고》- 양세형과 동반출연
- 2020년~: 코카콜라 《코카콜라 제로》- 양세형과 동반출연
- 2020년~: 오뚜기 《오동통면》- 양세형과 동반출연

### 광고 출연작
- 2015년: 한국GSK 《센소다인》
- 2015년: 동서식품 《오레오》
- 2015년: 롯데멤버스 《엘포인트》 -  부인 소유진과 동반출연
- 2015년: SK플래닛 《11번가 내맘대로 쇼핑할인》 - 배우 손호준과 동반출연
- 2015년~2018년: LG전자 《디오스 (얼음정수기냉장고, 김치톡톡, 광파오븐, 인덕션)》
- 2015년: 락앤락 《rock & rock (브랜드) 》
- 2015년: 대유위니아 《딤채쿡》
- 2015년: 대법원 《국민참여재판》
- 2015년: LG생활건강 《홈스타 싱크대 배수관 클리너》
- 2015년:  삼립식품 《하이면》
- 2016년: 충청남도 《내포신도시》
- 2017년: 한우자조금관리위원회 《우리한우》
- 2018년: 농심 《건면새우탕》
- 2019년: 무학 《딱!좋은데이》 - 가수 김세정과 동반출연
- 2019년: 신용보증재단중앙회 《기업 PR 캠페인》
- 2019년: 깨끗한나라 《보솜이》
- 2019년: 한국코와 《카베진》
- 2019년: 빙그레 《바나나맛우유 마이테이스트 캠페인》
- 2019년: 국립농산물품질관리원 《GAP》
- 2019년: 넥슨 《V4》
- 2020년: 랜드로버 《뉴 디스커버리 스포츠》
- 2020년~: OB맥주 《카스》
- 2020년: 이마트 《고맙습니다 캠페인》 - 김희철, 양세형, 김동준과 동반출연
- 2020년: 코카콜라 《태양의 식후비법 W차》 - 김희철, 양세형, 김동준과 동반출연
- 2023년: 광동제약 《경옥고》

### 홍보대사
- 2016년: 예산군 홍보대사
- 2016년: 위스타트 홍보대사
- 2017년: 한우자조금관리위원회 한우 홍보대사
- 2017년: 식품의약품안전처 제16회 식품안전의 날 홍보대사
- 2020년: 충남교육청 충남교육 홍보대사
- 2020년: 한돈자조금관리위원회 한돈 홍보대사

## 수상
- 2016년 tvN 10 어워즈 콘텐츠 본상 예능 《집밥 백선생, 집밥 백선생 2》
- 2016년 SBS 연예대상 특별상 《백종원의 3대천왕》
- 2017년 SBS 연예대상 공로상 《백종원의 푸드트럭》
- 2019년 SBS 연예대상 공로상 《백종원의 골목식당》&《맛남의 광장》
- 2020년 MBC 연예대상 PD상 《백파더: 요리를 멈추지 마!》

## 저서

### 저자
- 2004년 《돈 버는 식당 비법은 있다》(청림출판사)
- 2009년 《백종원의 식당 조리비책》(한국외식정보)
- 2010년 《초짜도 대박나는 전문식당》(서울문화사)
- 2010년 《무조건 성공하는 작은식당》(서울문화사)
- 2013년 《백종원의 肉》(한국외식정보)
- 2014년 《백종원이 추천하는 집밥 메뉴 52》(서울문화사)
- 2016년 《백종원이 추천하는 집밥 메뉴 54》(서울문화사)
- 2016년 《백종원의 장사 이야기》(서울문화사)
- 2017년 《백종원이 추천하는 집밥 메뉴 55》(서울문화사)
- 2018년 《백종원의 혼밥 메뉴》(서울문화사)
- 2019년 《백종원의 도전 요리왕 1 : 일본》(위즈덤하우스)
- 2019년 《백종원이 추천하는 집밥 메뉴 56》(서울문화사)
- 2019년 《백종원의 도전 요리왕 2 : 중국》(위즈덤하우스)
- 2019년 《백종원의 도전 요리왕 3 : 이탈리아》(위즈덤하우스)
- 2020년 《백종원의 도전 요리왕 4 : 미국》(위즈덤하우스)
- 2020년 《백종원의 도전 요리왕 5 : 태국》(위즈덤하우스)
- 2020년 《백종원이 추천하는 집밥 메뉴 애장판》(서울문화사)
- 2020년 《백종원의 도전 요리왕 6 : 대한민국 1》(위즈덤하우스)
- 2020년 《백종원의 집밥 365 다이어리》(서울문화사)
- 2021년 《백종원의 도전 요리왕 7 : 대한민국 2》(위즈덤하우스)
- 2022년 《백종원의 肉(육) : 돼지고기 편》(알에이치코리아(RHK))
- 2023년 《백종원의 장사 이야기 - 평생 성장하는 가게를 위하여, 개정 증보판》(알에이치코리아(RHK))
- 2023년 《백종원의 우리술》(김영사)

### 출연 프로그램
- 2017년 《백종원의 3대천왕》(서울문화사)
- 2019년 《백종원의 골목식당》(서울문화사)
- 2020년 《맛남의 광장》(호우야)
- 2021년 《사는 게 정답이 있으려나? - 당신과 나누는 이야기 대화의 희열》(포르체)
- 2023년 《장사천재 백사장》
- 2024년 《백종원의 배고파》
- 2024년 《백패커2》